# آسیاب‌سر (میان‌دورود)
آسیابسر، روستایی است از توابع بخش گهرباران شهرستان میاندورود در استان مازندران ایران.

## جمعیت
این روستا در دهستان میان‌دورود بزرگ قرار داشته و براساس آخرین سرشماری مرکز آمار ایران که در سال ۱۳۸۵ صورت گرفته، جمعیت آن ۱۷۶نفر (۴۷خانوار) بوده‌است.